# Martin Gottlieb Klauer

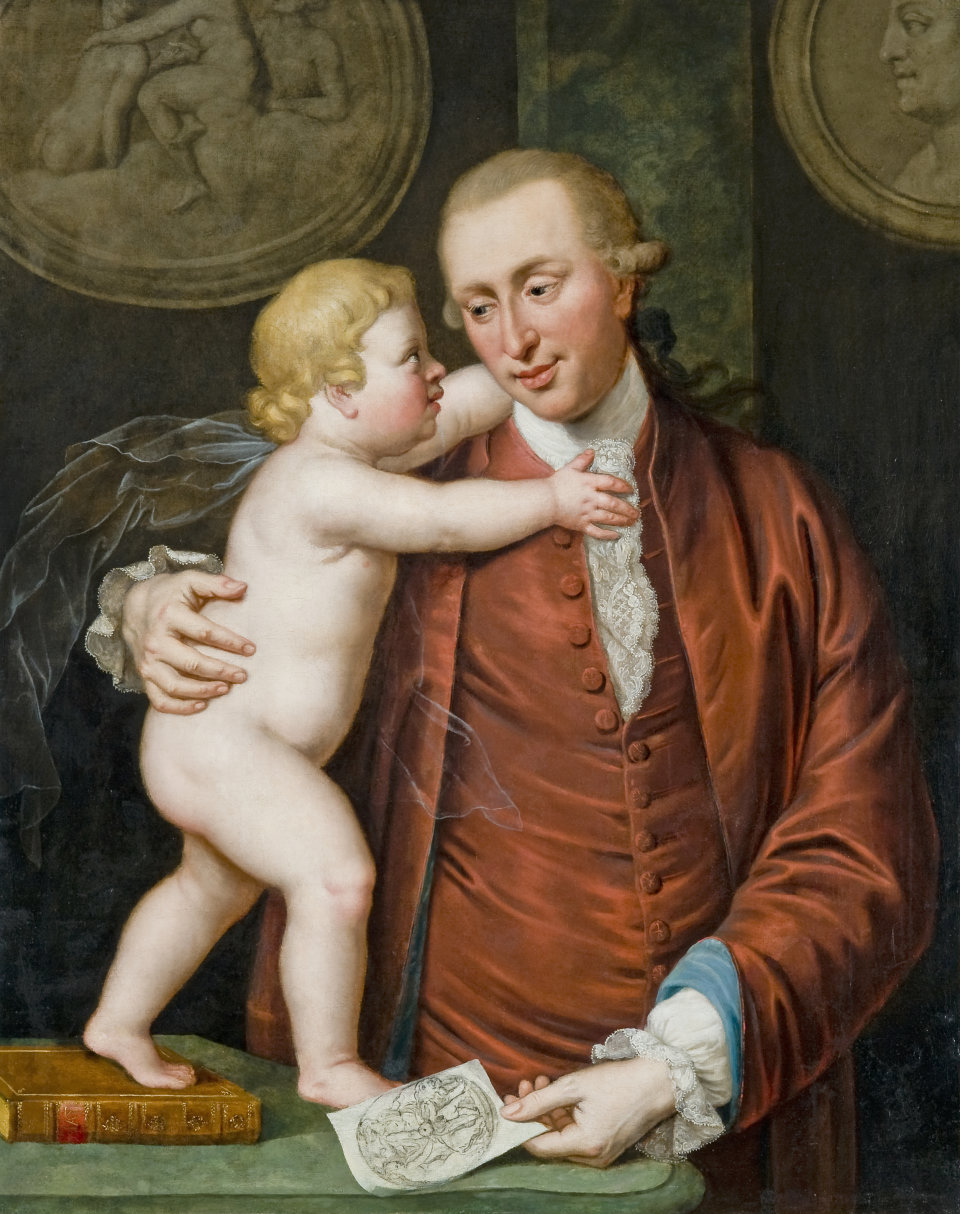
Porträt Martin Gottlieb Klauers mit einem kleinen Kind von Jacob Samuel Beck (1775)

Martin Gottlieb Klauer (* 29. August 1742 in Rudolstadt; † 4. April 1801 in Weimar) war ein deutscher Bildhauer, Hofbildhauer in Weimar (1773) und Kunstlehrer an der dortigen Fürstlichen freien Zeichenschule (1781).

## Leben
Klauers Vater war der Schneider Johann Michael Klauer in Rudolstadt.  Martin Gottlieb, der sein Handwerk in Rudolstadt bei dem Hofbildhauer Karl Adolph Kändler erlernte, war der Vater Johann Christian Ludwig Klauers, der ebenfalls Bildhauer wurde. Zeitweilig arbeitete er wahrscheinlich im Reußischen Gera und in Potsdam. Ab 1769 war er in Rudolstadt als selbständiger Handwerker tätig. Klauer hatte mit seiner 1772 in Rudolstadt geheirateten Frau Johanna Elisabeth geb. Kapler einen Kindsverlust mit dem Sohn Heinrich Günther erlitten. Seine Frau war die Tochter des fürstlichen Kellermeisters. Ein Bild im Angermuseum in Erfurt mit der Inv.-Nr. 3428 wird von Helmut Börsch-Supan als Porträt Klauers mit seinem Kind als eine traumhafte Vision Klauers gedeutet. Es wäre das einzige bekannte Porträt Klauers, welches Jacob Samuel Beck 1775 malte. Von 1773 an arbeitete er als Hofbildhauer in Weimar bzw. in Bad Berka, wo er einige Jahre eine Werkstatt betrieb. Das bot sich an, da der Berkaer Sandstein auch in Weimar viel verwendet wurde. Weiterhin gehörte er ab 1781 zusammen mit den Malern Konrad Horny und Georg Melchior Kraus zu den ersten Lehrern der durch Herzog Karl August gegründeten und unterhaltenen Fürstlichen freien Zeichenschule.
Klauer wurde bereits 1773 durch Anna Amalia von Sachsen-Weimar-Eisenach berufen und spätestens 1778 persönlich mit Goethe bekannt. Eine Goethe-Büste aus diesem Jahre ist der erste klare Nachweis für Klauers Weimarer künstlerische Tätigkeit. Durch Goethes Einfluss kam er mit den Ideen der Antike in Berührung. Im Unterschied zu Goethe war Klauer nie in Rom bzw. in Italien. Er konnte aber die Gipsabgüsse der antiken Bildwerke in Mannheim studieren. Das geschah 1779 auf Empfehlung Goethes und im Auftrage der Herzogin Anna-Amalia.
Durch Johann Joachim Christoph Bode soll Klauer zu den Illuminaten gekommen sein. Dieses wird durch W. Daniel Wilson allerdings bezweifelt.

## Werk

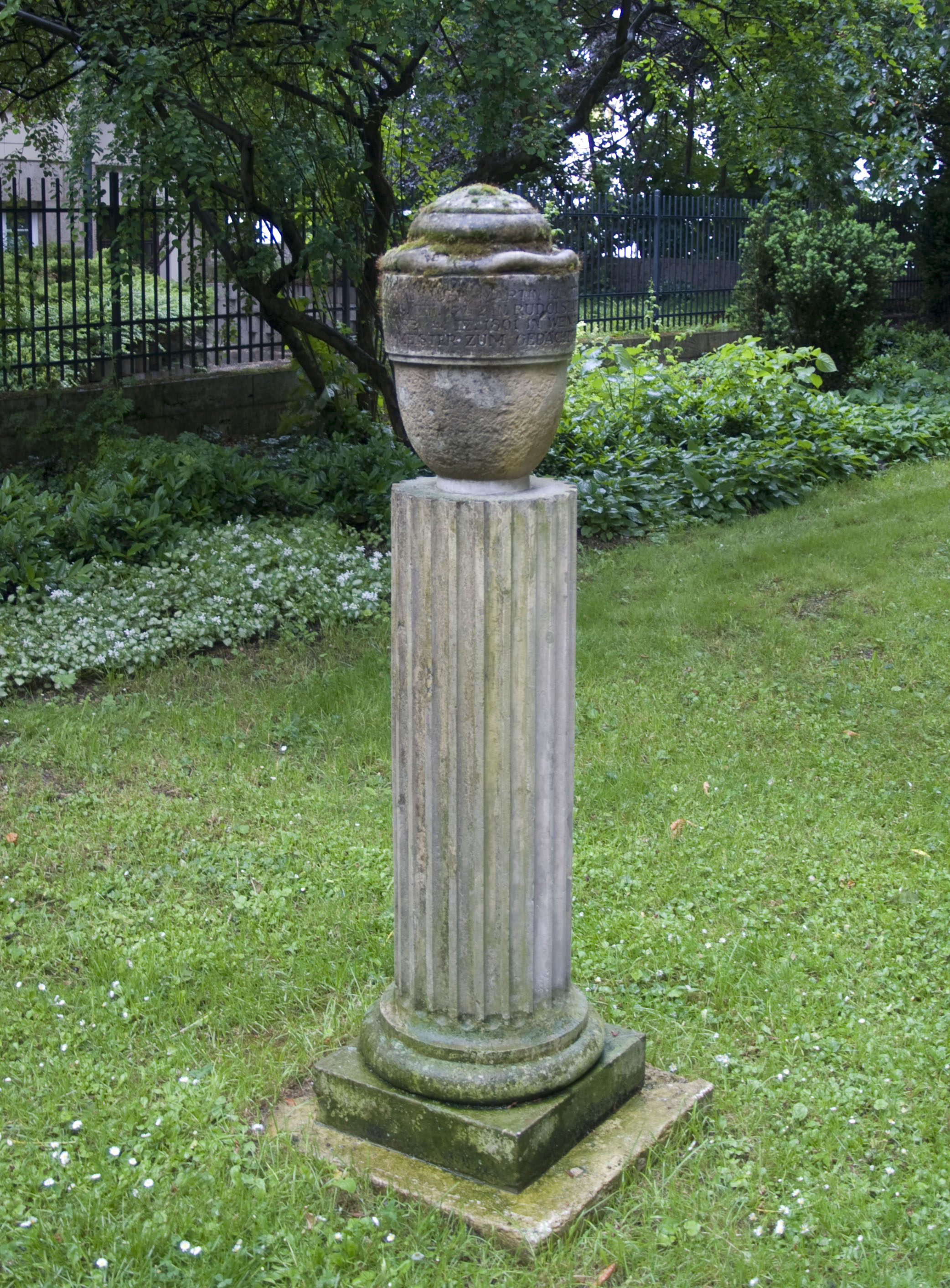
Grabmal für Martin Gottlieb Klauer auf dem Jacobsfriedhof

Klauer schuf lebensnahe, monumentale Bildnisbüsten aus dem Weimarer Kreise Goethes in klassizistischem Stil, auch Grab- und Gartenplastik wie z. B. den Schlangenstein im Park an der Ilm oder die Sonnenuhren des Weimarer Belvedere und des Schlossparks Tiefurt. Nach einem Entwurf von Heinrich Meyer schuf er 1796 die Giebelgruppe für den Westgiebel des Römischen Hauses, welches 1819 durch die von Peter Kaufmann ersetzt wurde. Seine Bildnisse aus dem Umkreis Goethes besitzen nicht immer den idealisierenden Zug wie etwa diejenigen Schillers bzw. Wielands von Dannecker bzw. Schadow. Seine Bildnisse auch der jungen Klassiker Goethe, Schiller, Herder und Wieland sind von einer bestechenden Lebenswirklichkeit. Wieland lobte dies im 20. Band des Teutschen Merkur von 1781: „Bey dem Fürstl. Hofbildhauer, Hr. Klauer, in Weimar, sind Gipsabgüsse der Abbildungen zu haben, welche derselbe von Herder, Göthe und Wieland, sowol en Buste als en Medaillon vor kurzem nach dem Leben verfertigt hat. Wir sind Hrn. Klauer die Gerechtigkeit schuldig, zu gestehen, daß diese Abbildungen, sowohl was die Aehnlichkeit als was die Kunst und der Geschmack der Ausarbeitung betrift, nichts zu wünschen übrig lassen, und in beyderley Betracht diesem geschikten Künstler Ehre machen.“
Kopien der Büsten Goethes, Schillers, Herders und Wielands befinden sich am sogenannten Gelehrtenplatz beim Weimarer Belvedere sowohl aus seiner Hand als auch der seines Sohnes Ludwig Klauer, weitere Bildnisse in der Herzogin-Anna-Amalia-Bibliothek (Herder-Büsten von Klauer und Alexander Trippel, Goethe-Büsten von Klauer und Pierre Jean David d’Angers). Büsten schuf Klauer u. a. auch von Adam Friedrich Oeser, Johann Georg Jacobi und Johann Karl August Musäus.
Klauer fertigte auch zahlreiche Terrakotten. Er gründete 1789 eine Kunstbacksteinfabrik, die er zusammen mit Friedrich Justin Bertuch betrieb. In Leipzig hatte er zudem einen Partner, aber zugleich auch einen Konkurrenten in Carl Christian Heinrich Rost (1742–1798), der bis zu seinem Tod gegenüber Klauer eine deutlich größere Produktpalette aufweisen konnte. Diese Kleinkunstproduktion, insbesondere der Terrakotten, deutet darauf hin, dass Klauer außer für seinen Hauptauftraggeber, den Weimarer Hof, auch für breitere und weniger zahlungskräftige Kreise arbeitete. Seine Fabrikation geht auf die Anregung von der schon industriell zu nennenden Produktion von Toreutik und Terracotta von Eleanor Coade, dem sogenannten Coade-Stein, in England zurück. Dass Klauer bewiesen hatte, dass man mit hochwertiger Terracottaproduktion auch wirtschaftlichen Erfolg haben konnte, folgten ihm zu Beginn des 19. Jahrhunderts auch andere nach. Zu denen gehörten Tobias Christoph Feilner und Karl Friedrich Schinkel.
Klauer schuf 1774 auch die Meeresgott-Skulptur des Neptunbrunnens vor der Hofapotheke auf dem Weimarer Marktplatz. Auch das Weimarer Rathaus besitzt in der Eingangshalle mit der Frühlingsgöttin eine Skulptur von seiner Hand.
Klauer hinterließ auch im Schloss Tiefurt seine Spuren, wie z. B. die um 1790 entstandene Knöchelspielerin, von 1784 Amor als Nachtigallenfütterer sowie das 1799 entstandene Mozart-Denkmal Tiefurt.
Wenngleich die überwiegende Zahl seiner Werke sich in Weimar befand bzw. noch immer befindet, so ist sein Wirken nicht völlig auf die Stadt beschränkt, sondern erstreckt sich auch auf das Umland. Zum Beispiel für den Altar der Dorfkirche Flurstedt schuf er vier Figuren.
Klauer wurde auf dem Jacobsfriedhof Weimar beigesetzt. Sein Grabmal – eine Urne auf einer kannelierten Säule – zeigt eine auf dem oberen Rand der Urne sich windende Schlange, die sich in den Schwanz beißt. Es kann hier ein symbolischer Bezug zu Klauers Schlangenstein im Park an der Ilm vermutet werden. Im Ilmpark weist die Schlange, die sich dort aufwärts um den runden Sockel hinanwindet, als ein Symbol der Fruchtbarkeit auf die Macht der Natur hin, die den Garten- und den Ackerbau förderte und zugleich Heilkraft brachte; beim Grabmal wird durch den Biss in den eigenen Schwanz auf den Tod und auf die Wiedergeburt angespielt. Dieser Stein wurde 1913 dort aufgestellt. Die Urne des Grabmals besteht aus Buntsandstein, während die erneuerte Säule aus Elbsandstein gefertigt wurde.
Werkauswahl

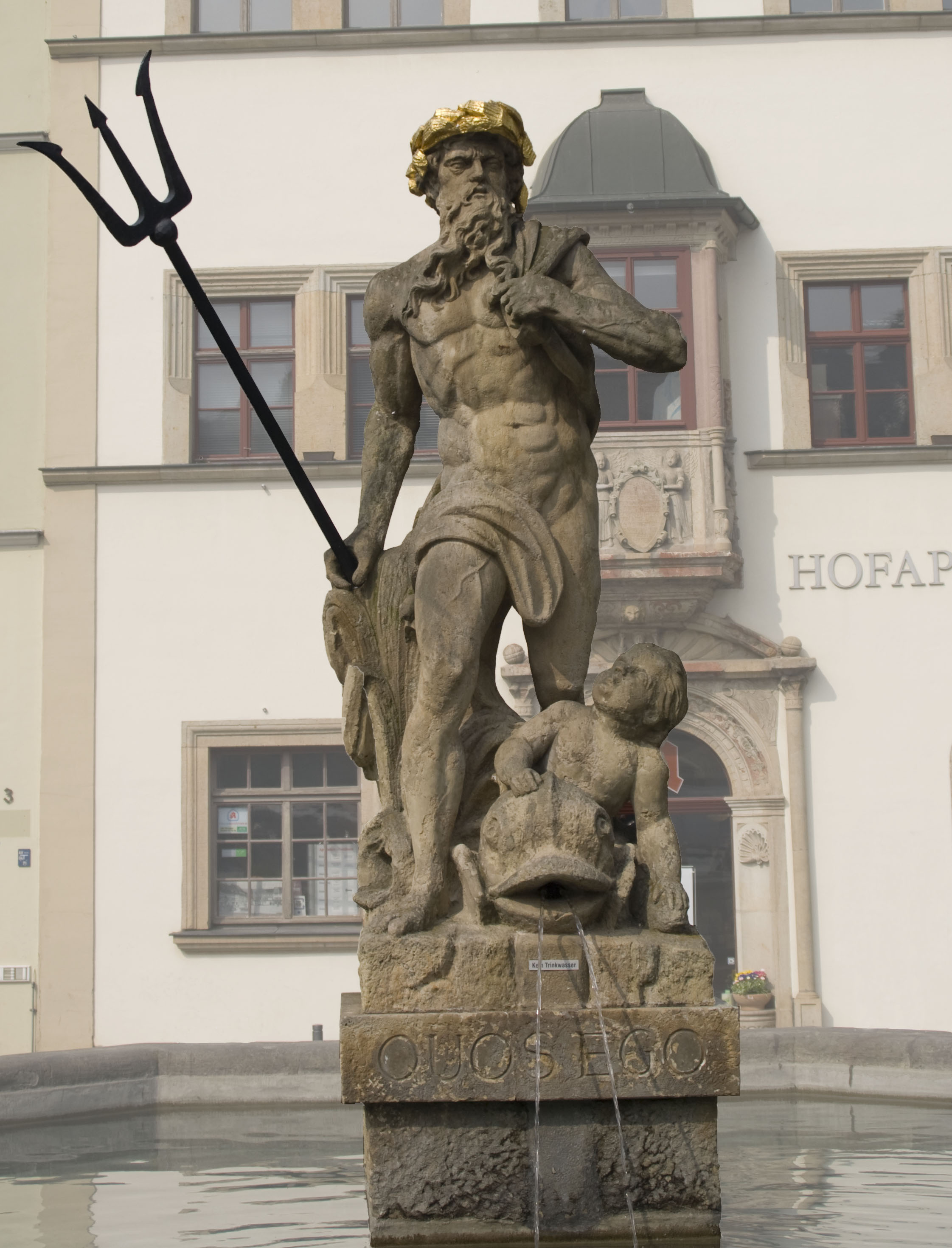
Neptunskulptur des Brunnens auf dem Weimarer Marktplatz, 1774
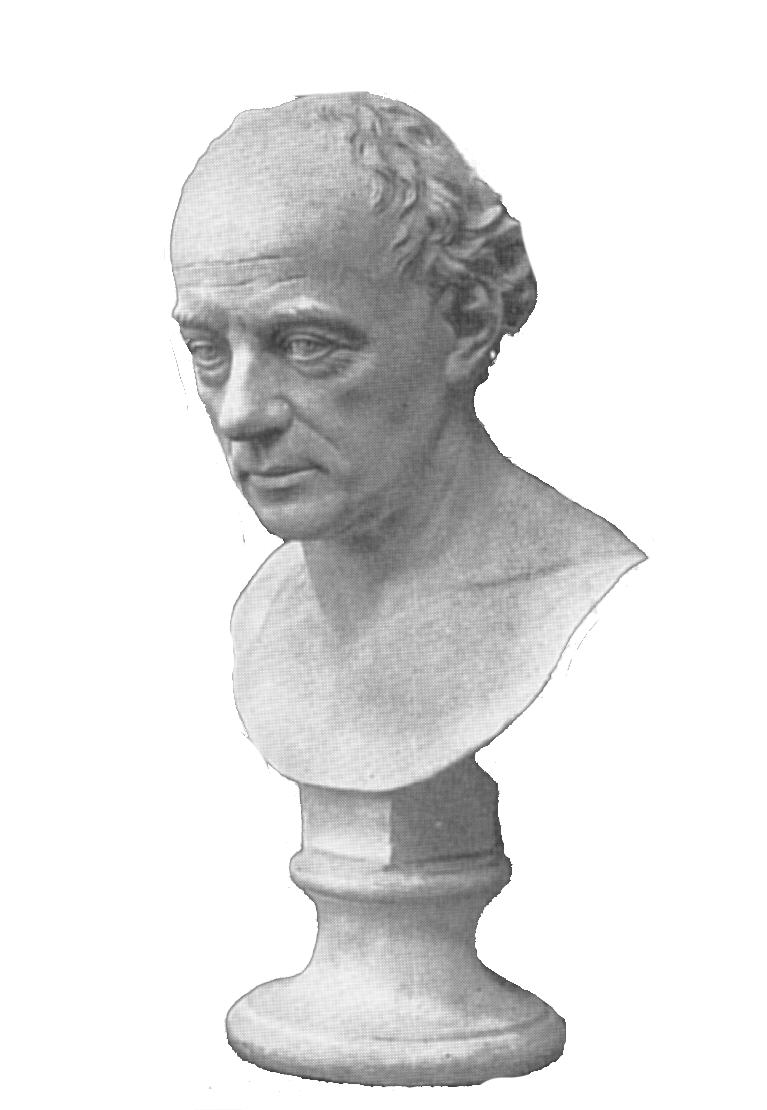
Gipsbüste des Adam Friedrich Oeser, 1780
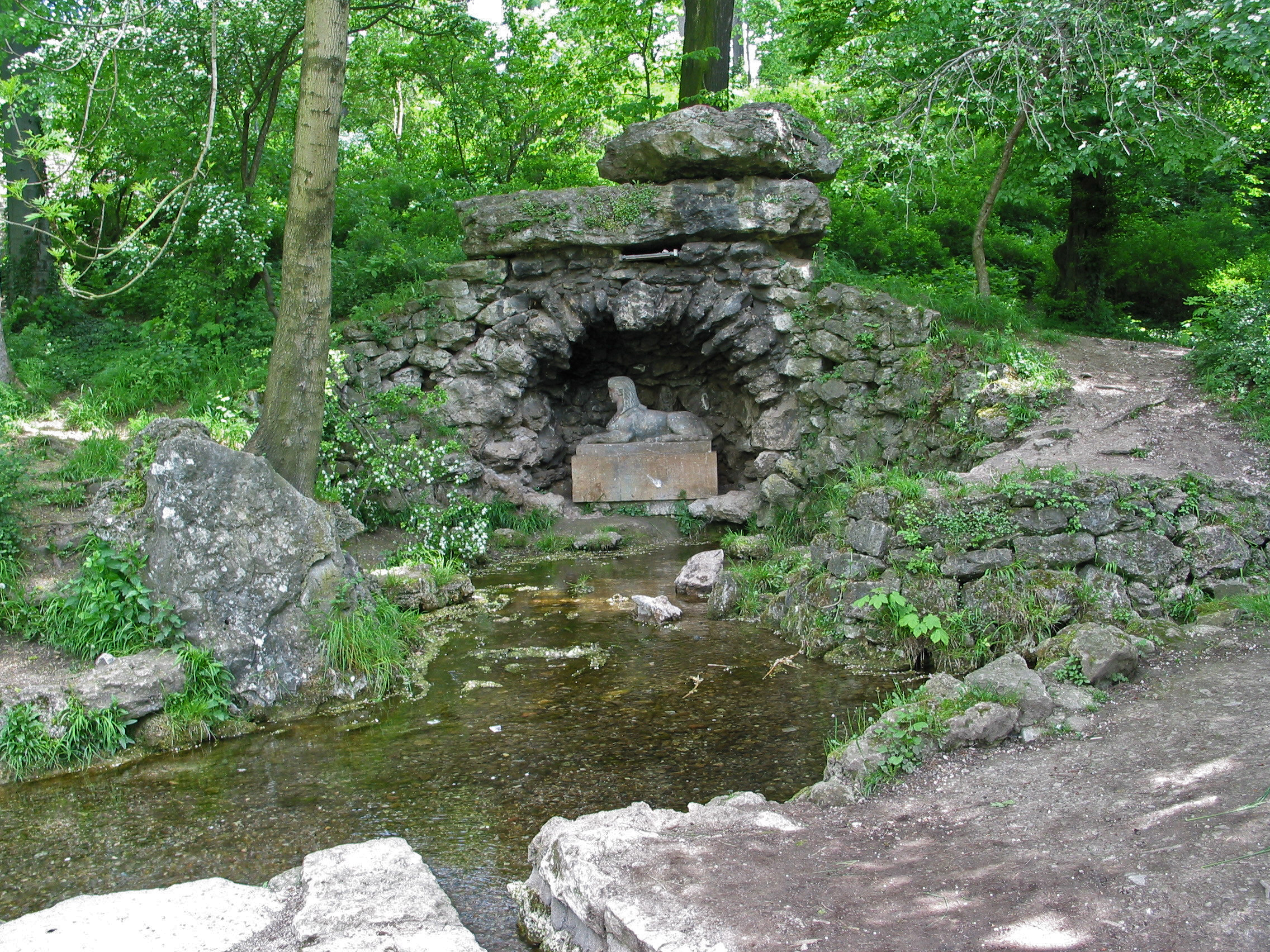
Die Leutraquelle mit Sphinxgrotte im Park an der Ilm, 1784–86
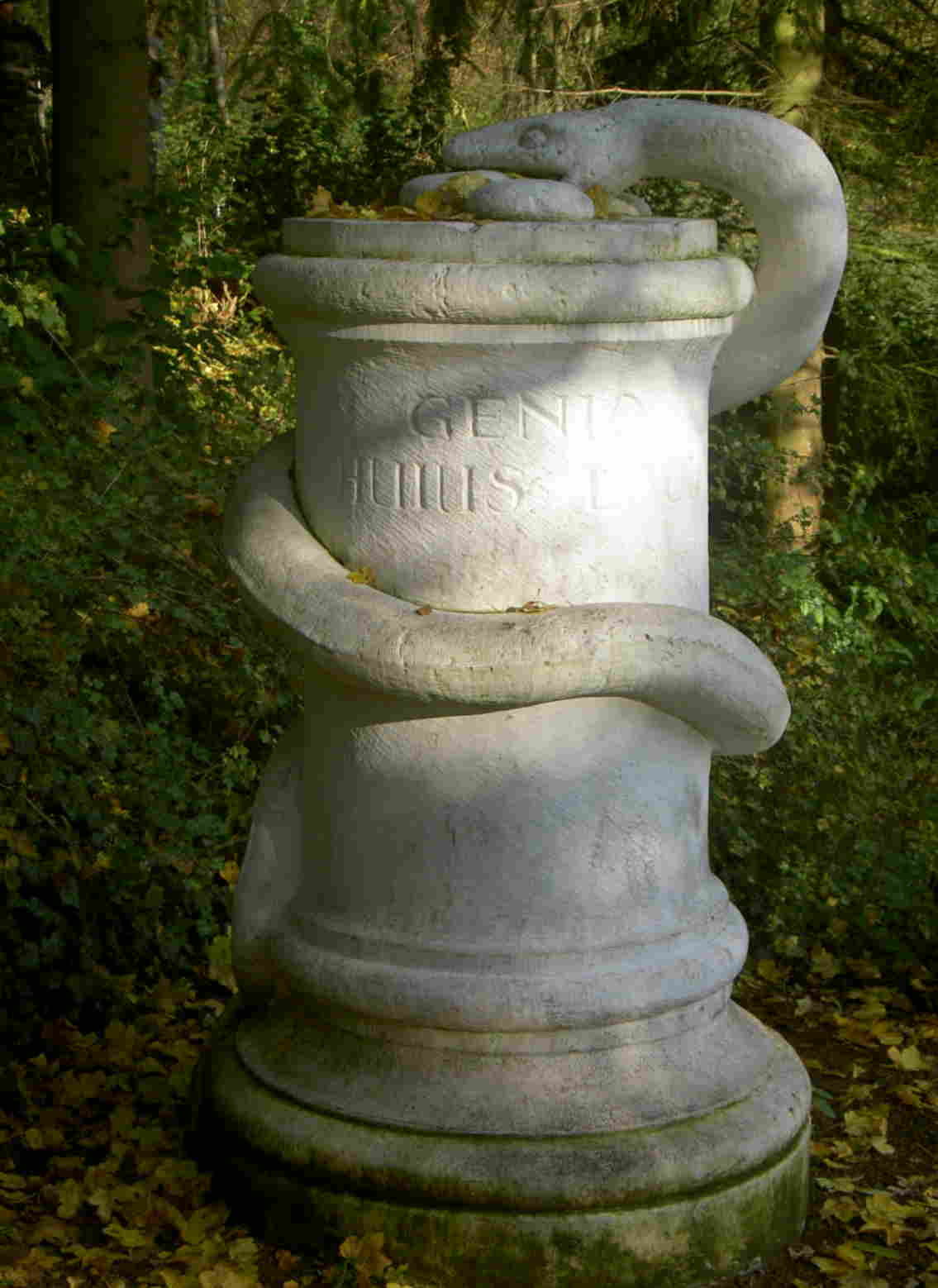
Der Schlangenstein Genio huius loci (Dem Genius dieses Ortes), 1787

- 1780: Büste des Johann Wolfgang von Goethe aus Anna Amalias Ettersburg Abbildung (PDF; 117 kB) diedrei.org
- 1780: Büste der Anna Amalia aus Goethes Gartenhaus an der Ilm Abbildung (PDF; 117 kB) diedrei.org
- um 1795: Büste des Johann Georg Jacobi, Höhe 67 cm, Verbleib unbekannt; Abbildung (PDF; 9,83 MB) Webpräsenz der Universität Freiburg, S. 60.

## Bedeutung
Klauer ist ähnlich stark mit der Weimarer Klassik verknüpft wie etwa der Hofmaler Johann Ernst Heinsius bzw. Georg Melchior Kraus oder Konrad Horny, wobei besonders seine gut charakterisierenden Bildnisse der Dichter wie auch gewisser Mitglieder der herzoglichen Familie (Anna Amalia u. a.) Gewicht besitzen. Von seinen Werken sind in verschiedenen Goethe-Museen (u. a. in Düsseldorf und Frankfurt am Main) zahlreiche Kopien ausgestellt. Der Name des Künstlers im Bereich der Bildniskunst strahlt insbesondere in Weimar nachhaltig hinüber auch in denjenigen des Gartengestaltenden. Der Bildhauer Klauer arbeitete zumindest in der Großplastik nach Vorlagen bzw. Entwürfen hauptsächlich von Goethe bzw. von dem mit dem Beinamen „Kunschtmeyer“ versehenen Johann Heinrich Meyer. Damit widerspiegeln seine Werke mehr deren künstlerische Auffassung als seine eigene.

## Literarisches Vermächtnis
Das einzige literarische Werk, das auf Klauer zurückgeht, sind die Kataloge der in seiner Werkstatt produzierten toreutischen Kunst. Das Werk verzeichnet u. a. Medaillons sowie gipserne, metallische und andere Miniaturen seiner in Stein gearbeiteten Skulpturen für die Parks und die Innenstadt Weimars. Diese Kataloge dürften einst die Funktion eines Bestellkatalogs gehabt haben:
- Verzeichnis der Torevtica-Waare der Klauerschen Kunst-Fabrick zu Weimar. No. 1. Weimar 1792. Digitalisat.
- Beschreibung und Verzeichniss der Torevtica-Waare der Klauerschen Kunst-Fabrik zu Weimar. Zweyter Heft. Weimar 1800. Digitalisat.

## Ehrungen
- Gedenktafel an seinem Geburtshaus in Rudolstadt: „Hier wurde geboren am 29. August 1742 Martin Klauer, Bildhauer der Goethezeit“, Enthüllung im April 1937